# Индийцы в Великобритании
Индийцы в Великобритании (англ. British Indians, Indian Britons) — британцы индийского происхождения. Данная категория включает в себя не только иммигрантов непосредственно из Индии, но и этнических индийцев, переехавших в Соединенное королевство из южной и восточной Африки, с Карибских островов, островов Тихого океана и других регионов. Эти лица составляют самую большую группу азиатских выходцев в Британии (British Asian), являясь одной из крупнейших в мире общин индийской диаспоры.

## Демография
- Самая многочисленная этническая подгруппа индийцев в Великобритании — пенджабцы, которые составляют 2/3 всех иммигрантов в страну из южной Азии. Вместе с пенджабцами из Пакистана они насчитывают около 2 млн чел. и являются крупнейшей пенджабской общиной за пределами Южной Азии.[1] Вторая по численности подгруппа — гуджаратцы, также образуют крупнейшую гуджаратскую диаспору в мире. В Великобритании проживает около полумиллиона бенгальцев, однако большая их часть берёт корни из Бангладеш. Также среди них имеется значительное число тамилов и парсов.
- По данным переписи 2001 г., 1 053 тыс. британцев имели индийское происхождение, что составило 1,8 % от общего населения страны. Оценки последующих годов, только по Англии:[2]

| 2001       | 2002       | 2003       | 2004       | 2005       | 2006       | 2007       | 2008      | 2009      |
| ---------- | ---------- | ---------- | ---------- | ---------- | ---------- | ---------- | --------- | --------- |
| 1 045 т.ч. | 1 074 т.ч. | 1 109 т.ч. | 1 156 т.ч. | 1 215 т.ч. | 1 264 т.ч. | 1 316 т.ч. | 1 366 400 | 1 414 100 |

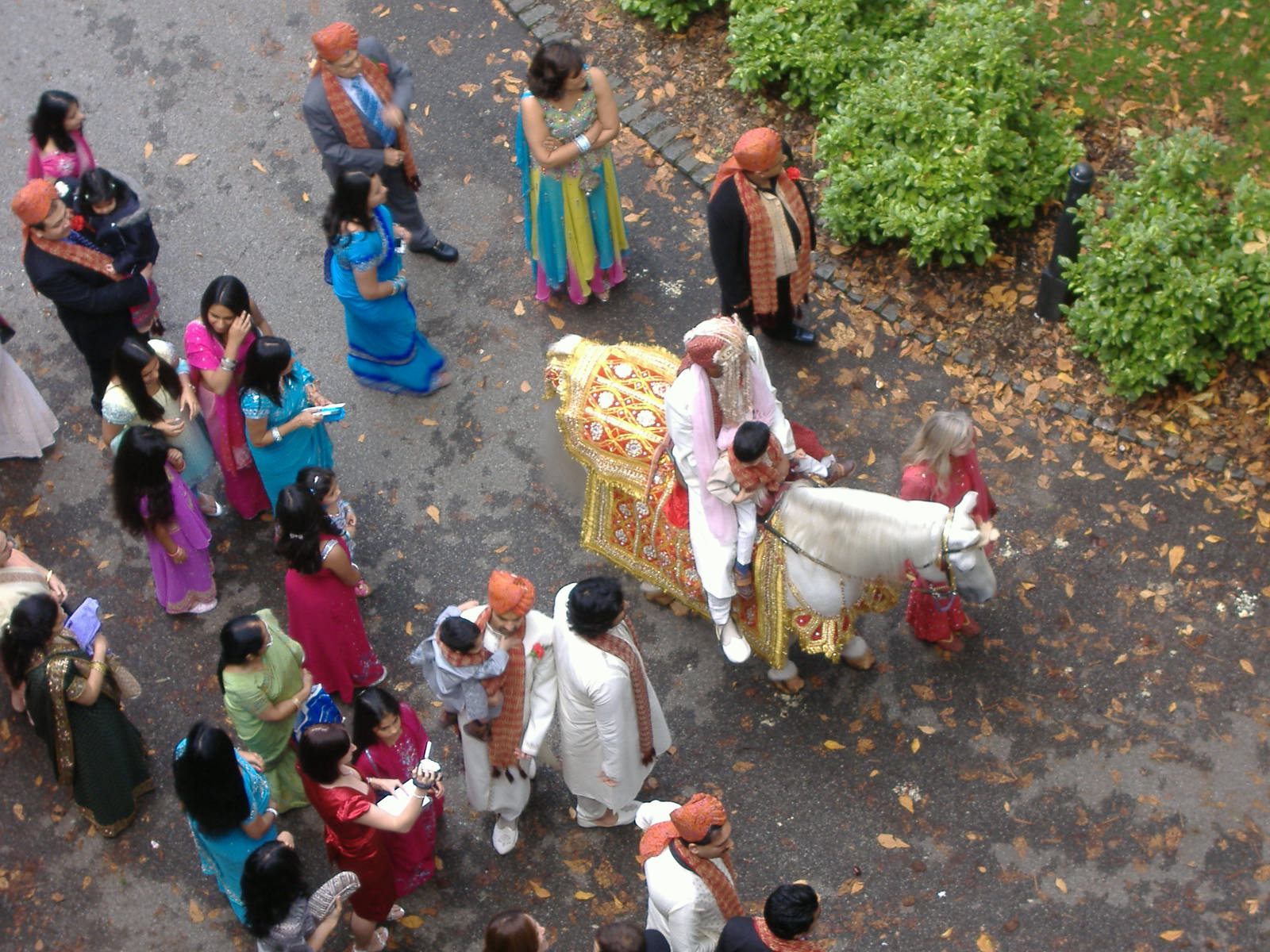
Традиционная индийская свадьба, Ноттингем

- По данным на 2006 г.[источник не указан 4597 дней], 45,9 % индийского населения страны родились в Великобритании, 34,6 % — в Индии, 7,9 % — в Кении, 2,9 % — в Уганде, 1,9 % — в Танзании и 6,8 % — в других странах.

- В Лондоне проживает около полумиллиона индийцев, что больше чем в Нидерландах, Германии, Франции, Италии и Португалии вместе взятых. Это составляет 6,5 % от общего населения города.

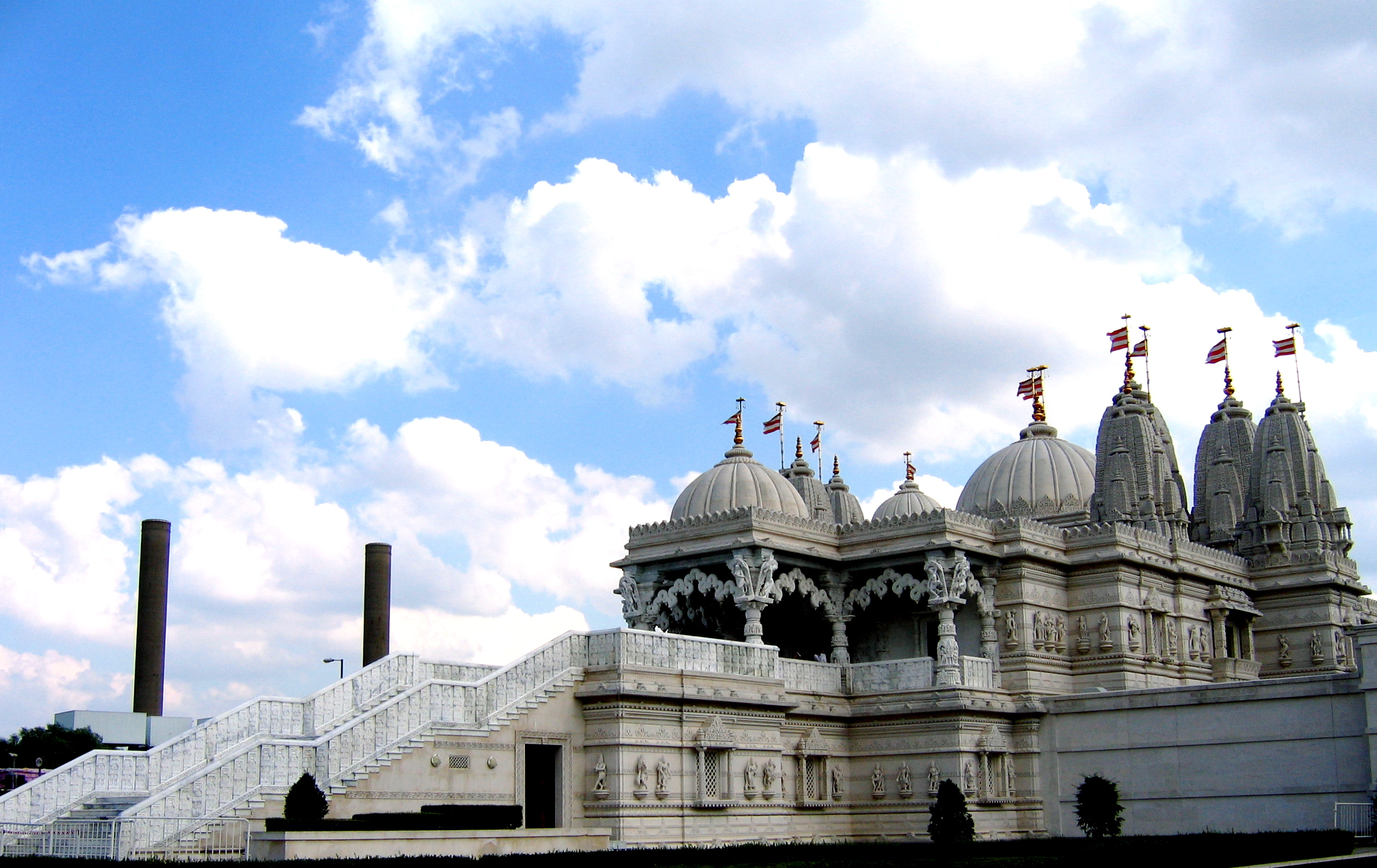
BAPS Shri Swaminarayan Mandir London, крупнейший индуистский храм за пределами Индии

- По данным переписи населения 2001 г., 45 % индийского населения Англии и Уэльса придерживались индуизма, 29 % — сикхизма, 12,7 % — ислама, 4,9 % — христианства.